# 7e brigade de cavalerie (Empire allemand)
Pour les articles homonymes, voir 7e brigade.
La 7e brigade de cavalerie est une grande unité de l'armée prussienne.

## Histoire
La 7e brigade de cavalerie est créée le 5 novembre 1816 en tant que brigade de cavalerie de la brigade de troupes de Magdebourg et renommée le 22 décembre 1818 en 7e brigade de cavalerie. Elle fait partie de la 7e division d'infanterie (emplacement Erfurt), qui appartient au 4e corps d'armée de Magdebourg (à partir de 1848). Lors de la mobilisation en août 1914, elle est dissoute pendant la Première Guerre mondiale. Le 10e régiment de hussards (de) est scindé et rejoint en tant que cavalerie divisionnaire de la 7e division d'infanterie et la 8e division d'infanterie. Le 16e régiment d'uhlans est intégré à la 13e division d'infanterie et à la 14e division d'infanterie en tant que cavalerie divisionnaire.

### Composition
- 1820 à 1851

7e régiment de cuirassiers, 10e régiment de hussards (de)
- 1852 à 1859

7e régiment de cuirassiers, 10e régiment de hussards (de), 7e régiment de cavalerie lourde de Landwehr, 10e régiment de hussards de Landwehr
- 1860 à 1862

Comme auparavant, avec le 5e régiment de dragons et le 8e régiment de dragons
- 1862 à 1864

7e régiment de cuirassiers, 10e régiment de hussards (de), 7e régiment de cavalerie lourde de Landwehr, 10e régiment de hussards de Landwehr, 5e régiment de dragons, 7e régiment de dragons
- 1865 à 1866

7e régiment de cuirassiers, 10e régiment de hussards (de), 7e régiment de cavalerie lourde de Landwehr, 10e régiment de hussards de Landwehr, 7e régiment de dragons
- 1867

7e régiment de cuirassiers, 10e régiment de hussards (de), 16e régiment d'uhlans, 7e régiment de cavalerie lourde de Landwehr, 10e régiment de hussards de Landwehr, 7e régiment de dragons
- 1868 à 1878

7e régiment de cuirassiers, 7e régiment de dragons, 10e régiment de hussards (de), 16e régiment d'uhlans
- 1878 à 1882

7e régiment de cuirassiers, 10e régiment de hussards (de), 16e régiment d'uhlans
- 1882 à 1884

7e régiment de cuirassiers, 6e régiment de dragons, 16e régiment d'uhlans
- 1885 à 1914

10e régiment de hussards (de) et 16e régiment d'uhlans

### Guerre austro-prussienne de 1866
La brigade participe à la guerre de la Prusse contre l'Empire autrichien sous la direction du major général Benno Hann von Weyhern (de), participe aux batailles près de Münchengrätz et Blumenau ainsi qu'à la bataille de Sadowa,

### Guerre franco-prussienne de 1870/1871
10Au début de la guerre contre la France, le général Siegmar zu Dohna-Schlobitten prend le commandement de la brigade et la dirige dans les batailles de Colombey, Noisseville, Amiens, à la Hallue, Bapaume et Saint-Quentin ainsi que dans l'encerclement de Metz.

### Première Guerre mondiale 1914-1918
7e brigade de cavalerie, en cas de mobilisation pendant la guerre, remise de tous les éléments de troupe :
- le 10e régiment de hussards est divisé en
  - 1er demi-régiment du 10e régiment de hussards reste dans la 7e division,
  - 2e demi-régiment du 10e régiment de hussards est transféré à la 8e division et
- le 16e régiment de Uhlans, est divisé en
  - 1er demi-régiment du 16e régiment d'uhlans remis à la 13e division du 7e corps d'armée et
  - 2e demi-régiment du 16e régiment d'uhlans remis à la 14e division du 7e corps d'armée[6]

### Commandants de brigade
| Nom                                                | Date                                          |
| -------------------------------------------------- | --------------------------------------------- |
| Georg Leopold Gustav August von Hake               | 4 septembre 1815 au 29 mars 1821              |
| Friedrich Georg von Sohr                           | 30 mars 1821 au 3 septembre 1830              |
| Wilhelm Ludwig von Zollikofer (de)                 | 4 septembre 1830 au 1er novembre 1843         |
| Gottfried von Katte (de)                           | 2 novembre 1843 au 10 mars 1852               |
| Wilhelm Ferdinand von Berg (de)                    | 11 mars 1852 au 8 août 1855                   |
| Karl Albert von Rudolphi (de)                      | 9 août 1855 au 17 septembre 1856              |
| Friedrich von Derenthall (de)                      | 18 septembre 1856 au 9 avril 1859             |
| Gebhard d'Alvensleben                              | 10 avril 1859 au 18 novembre 1859             |
| Benno Hann von Weyhern (de)                        | 19 novembre 1859 au 16 septembre 1866         |
| Adalbert von Bredow                                | 17 septembre 1866 au 17 juillet 1870          |
| Siegmar zu Dohna-Schlobitten                       | 18 juillet 1870 au 22 mai 1871                |
| Carl von Schmidt                                   | 23 mai 1871 au 14 juin 1875                   |
| Ludwig von Salmuth (de)                            | 15 juin 1875 au 17 octobre 1881               |
| Johann Gottfried Rudolf von Schadow-Godenhaus (de) | 18 octobre 1881 au 11 juin 1886               |
| Benno Hann von Weyhern                             | 12 juin 1886 au 21 mars 1889                  |
| Hans von Wartensleben                              | 22 mars 1889 au 16 mai 1892                   |
| Eugen von Meyer                                    | 17 mai 1882 au 13 mai 1894                    |
| Albrecht Harvey von Blumenthal                     | 14 mai 1894 au 17 avril 1899                  |
| Michael von Szymonski                              | 18 avril 1899 au 21 mai 1900                  |
| Hermann von Tresckow                               | 22 mai 1900 au 31 août 1904                   |
| Ludwig Schotten (de)                               | 1er septembre 1904 au 16 mai 1910             |
| Alfred von Buddenbrock (de)                        | 17 mai 1910 au 31 mars 1914                   |
| Georg Saenger                                      | 1er avril 1914 au 1er août 1914 (dissolution) |